# OStatus
Pour les articles homonymes, voir Statut.

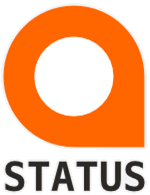
Logo d'Ostatus.

OStatus est un standard ouvert pour les microblogs fédérés, permettant aux utilisateurs d'un site web, d'envoyer et de recevoir des mises à jour de statuts avec des utilisateurs d'autres sites web. Le standard décrit la façon dont une suite de protocoles ouverts, parmi lesquels, Atom, Activity Streams, WebSub, Salmon, et WebFinger (en), peuvent fonctionner en coordination, pour activer le routage entre différents sites de microblog, de mise à jour de statut entre leur utilisateurs dans un laps de temps proche du temps réel.

## Utilisation
Les systèmes de microblog suivants, fonctionnant autour du Fediverse, utilisent OStatus (liste non exhaustive) :
- Friendica
- GNU social (autrefois StatusNet)
- Mastodon, qui utilise également ActivityPub.
- Pleroma l'a utilisé pour la communication entre instances, avant de basculer complètement vers ActivityPub en mars 2020[2].

Identi.ca l'a utilisé jusqu'à juin 2013, avant de passer à son propre protocole, pump.io.

## Évolution vers ActivityPub
Le groupe de travail sur les web social fédéré du W3C, lancé en juillet 2014 a créé le standard ActivityPub, basé sur le protocole utilisé par pump.io, et le propose comme successeur d'OStatus. Il a été officiellement publié comme recommandation le 23 janvier 2018.